# آنسین‌ویل
آنسیَن‌ویل (به فرانسوی: Ancienville) یک کمون در فرانسه است که در پیکاردی واقع شده‌است.

## خصوصیات
آنسین‌ویل ۳٫۸۵ کیلومترمربع مساحت و ۷۳ نفر جمعیت دارد و ۱۳۲ متر بالاتر از سطح دریا واقع شده‌است.

## نگارخانه

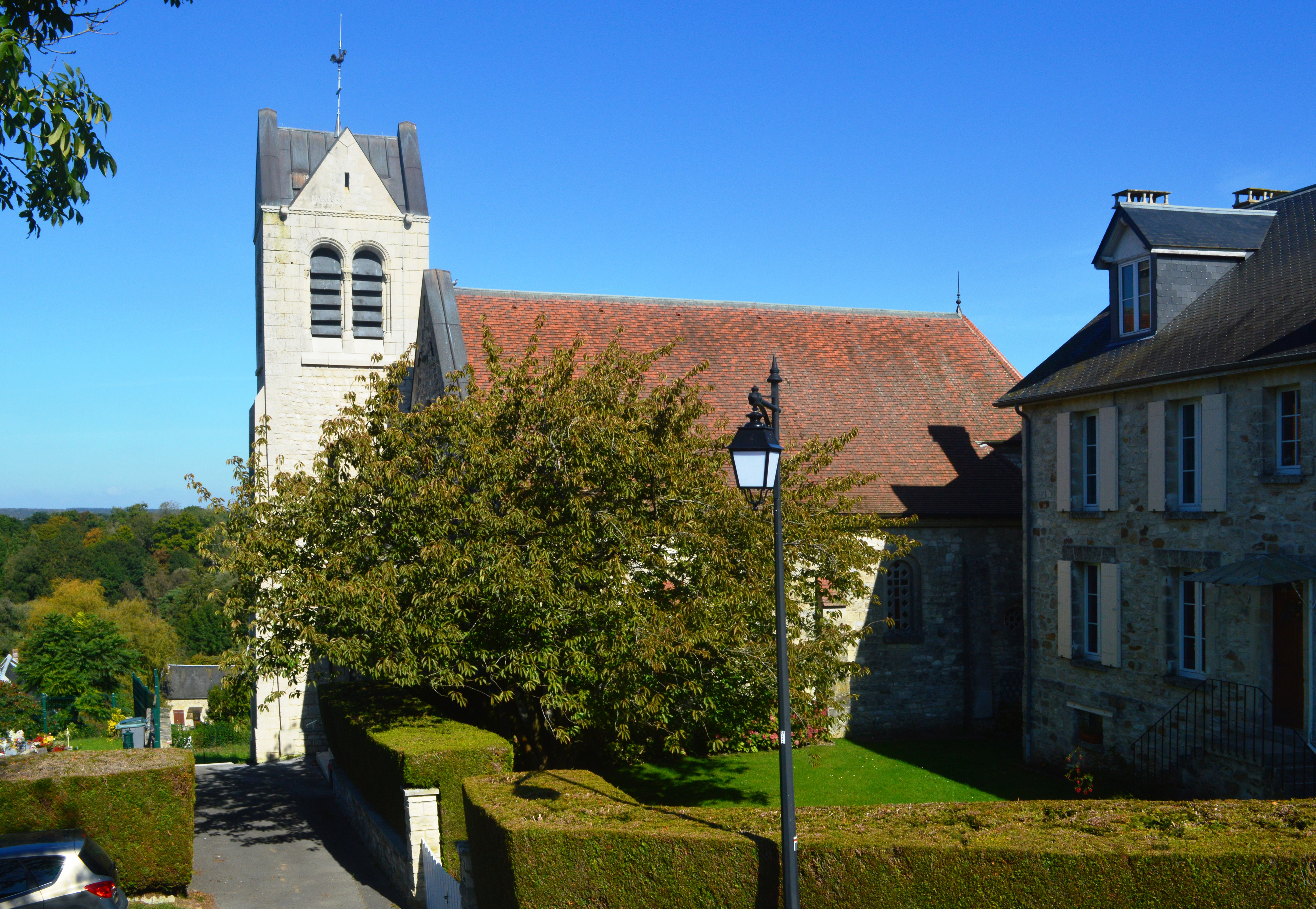
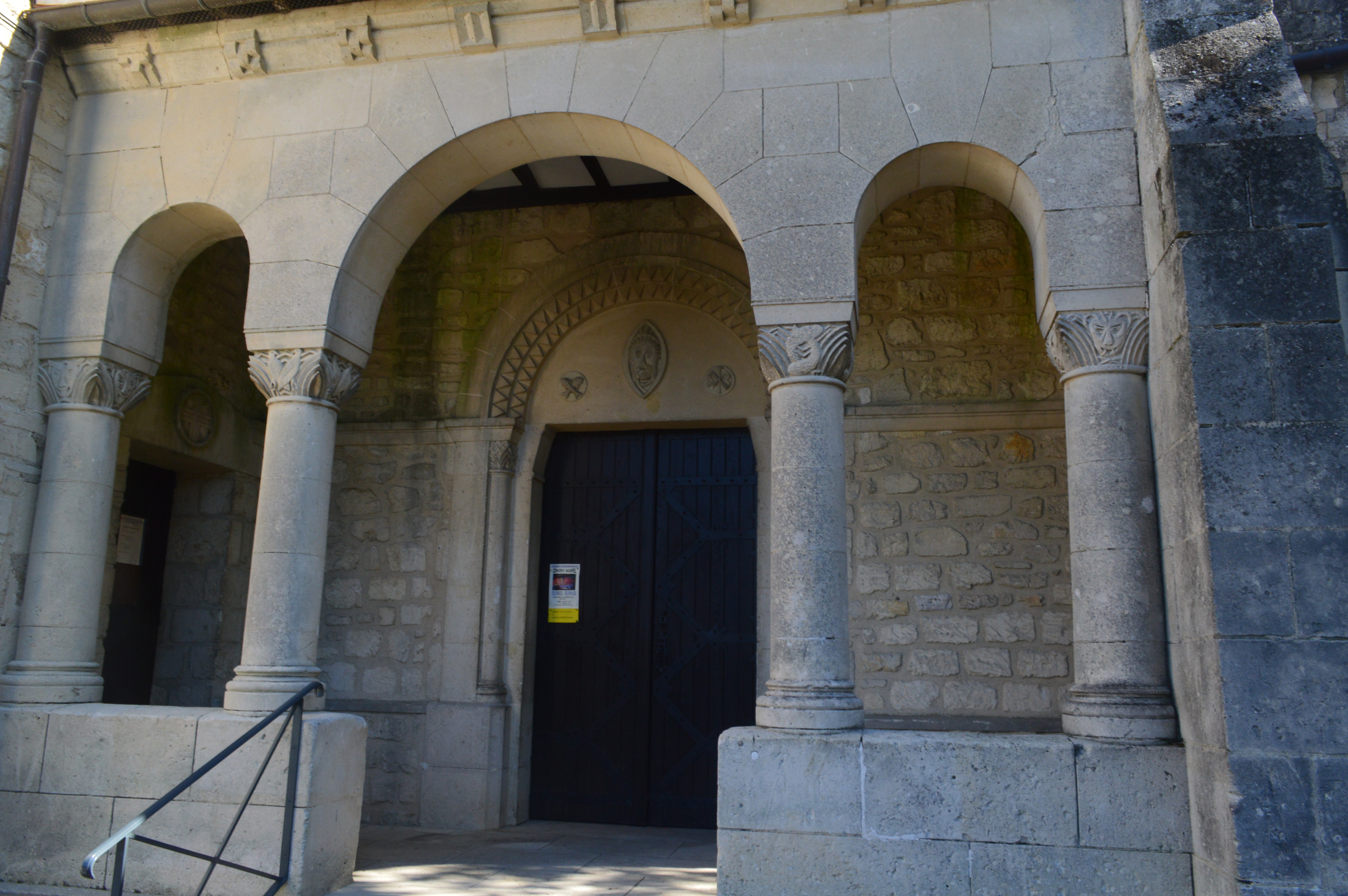
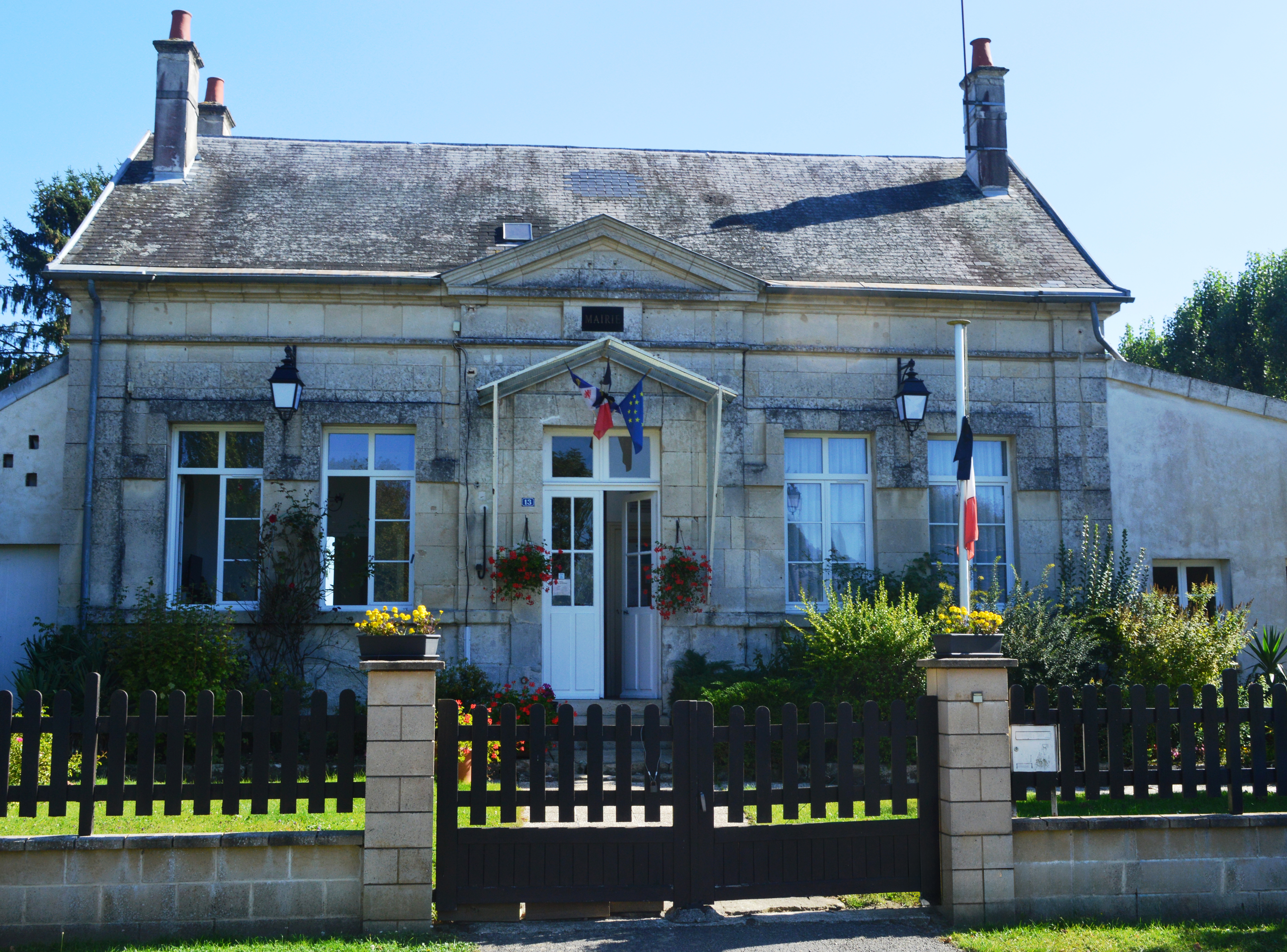
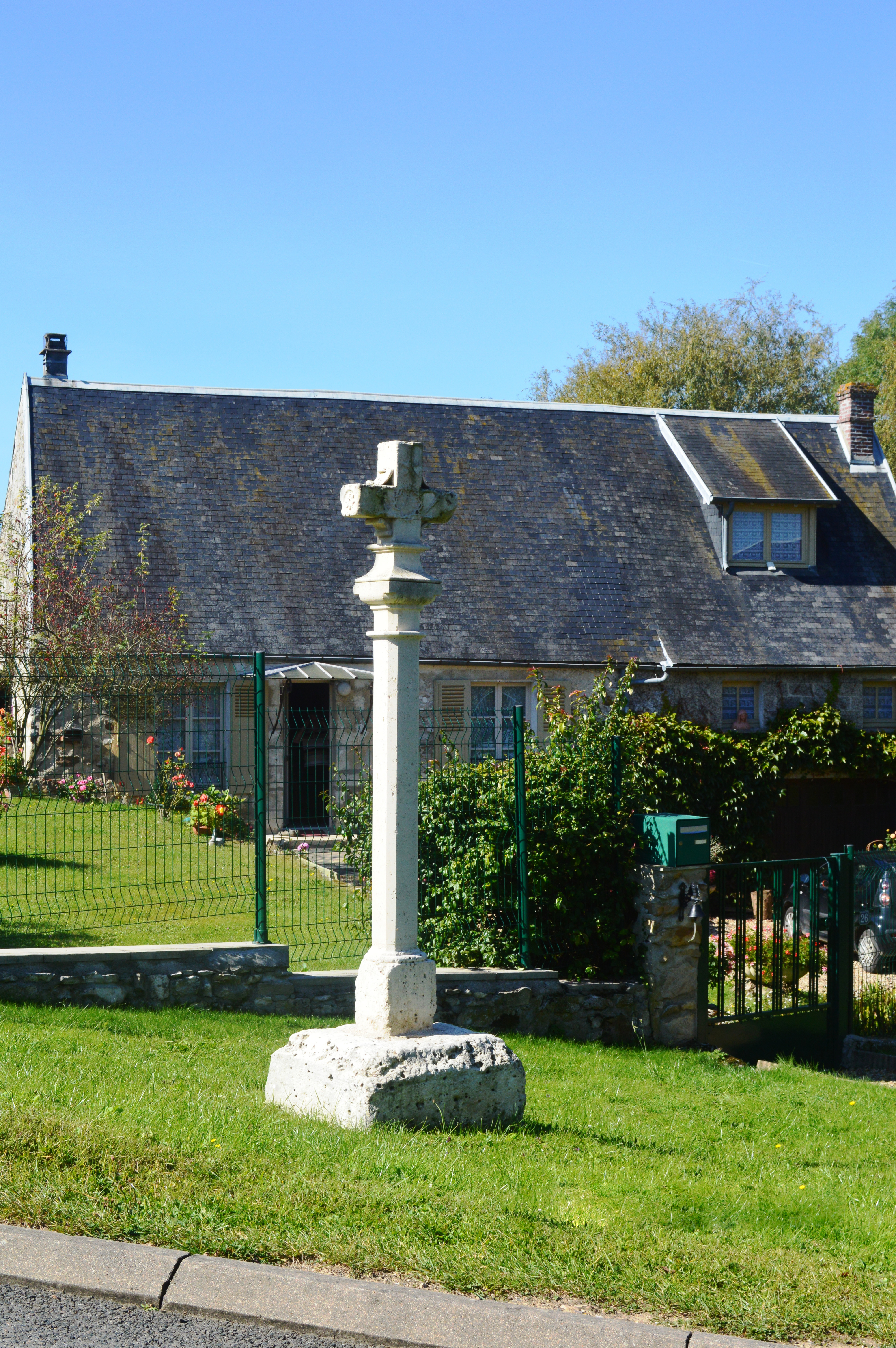
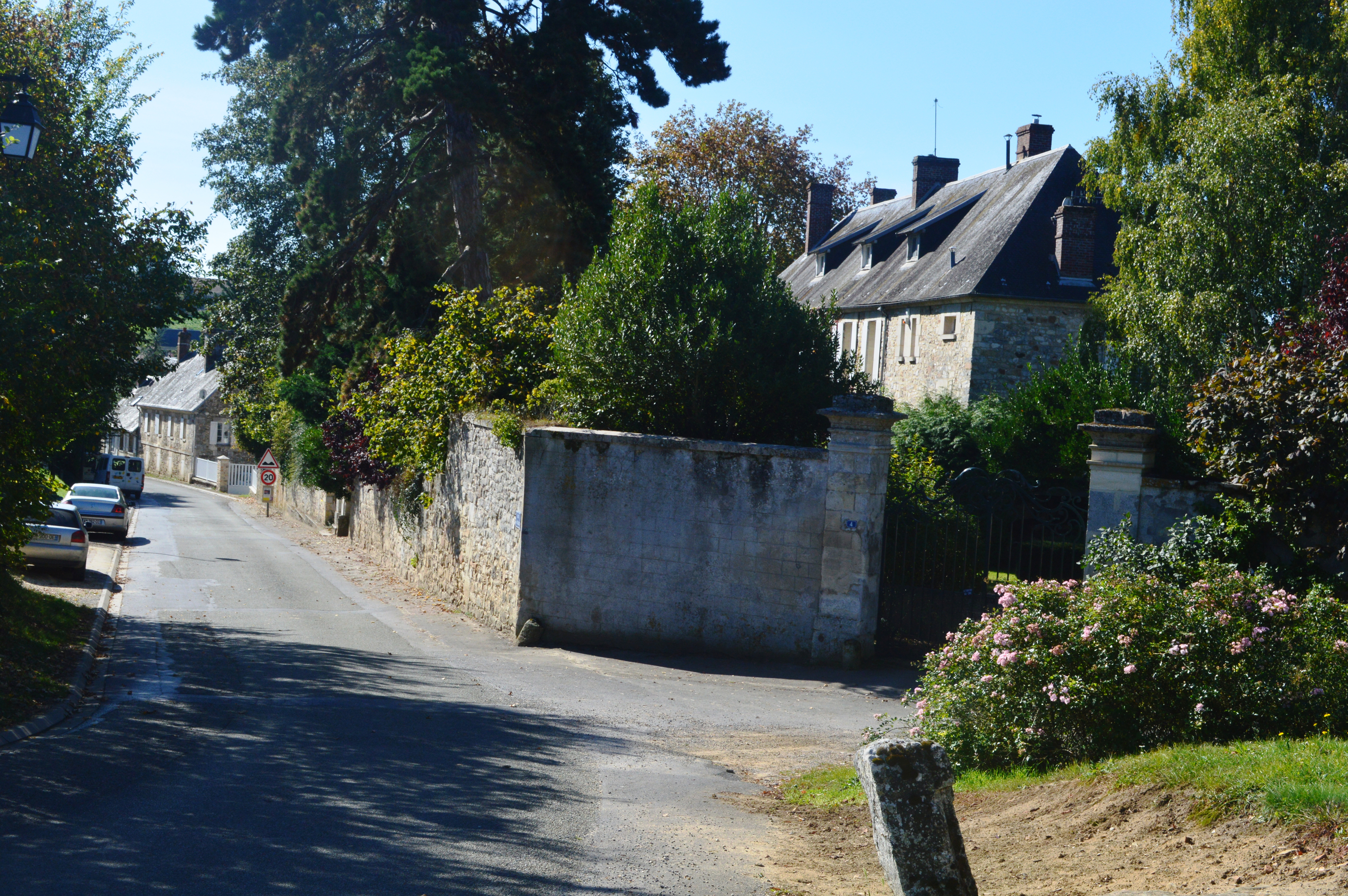
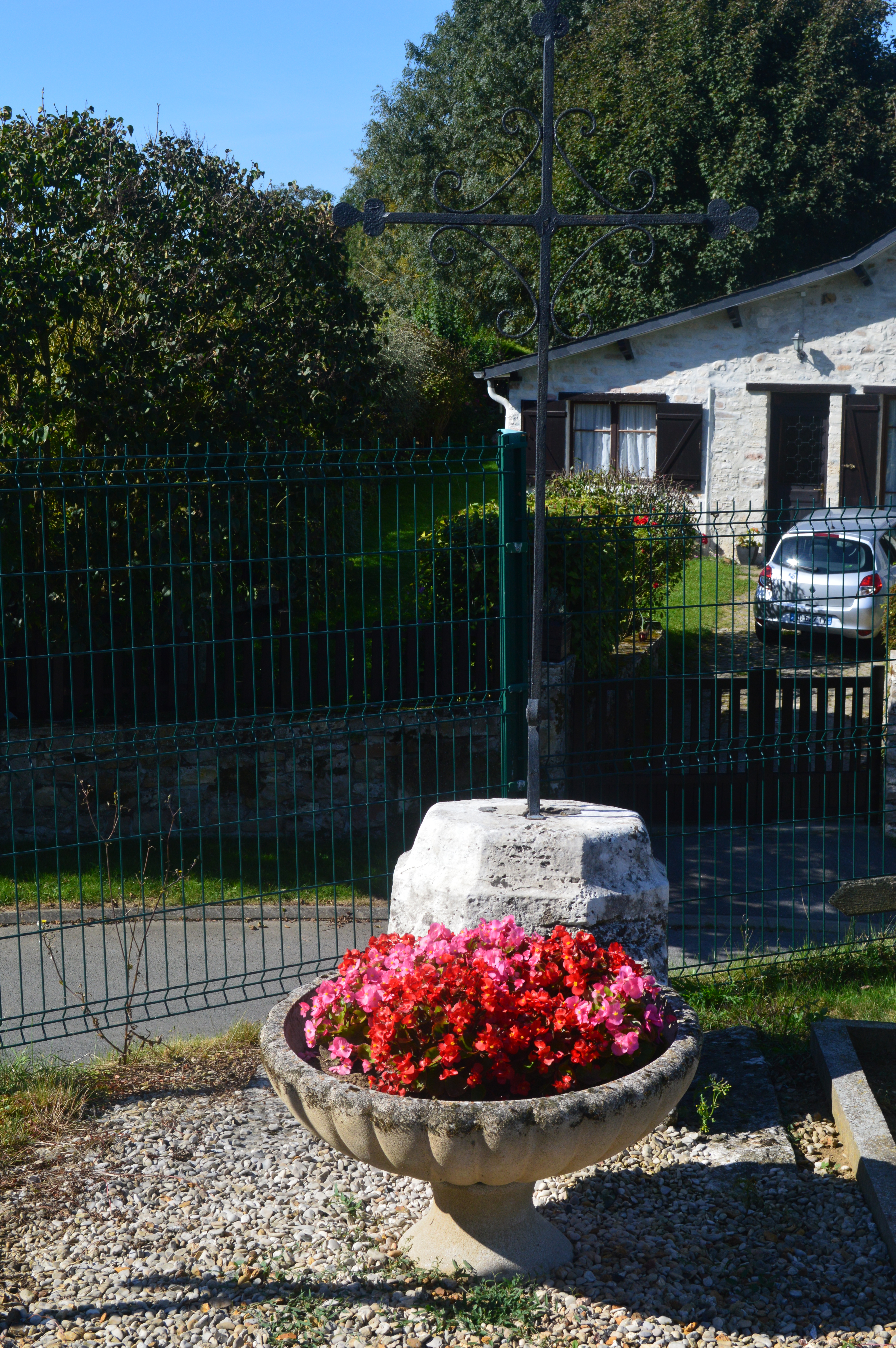
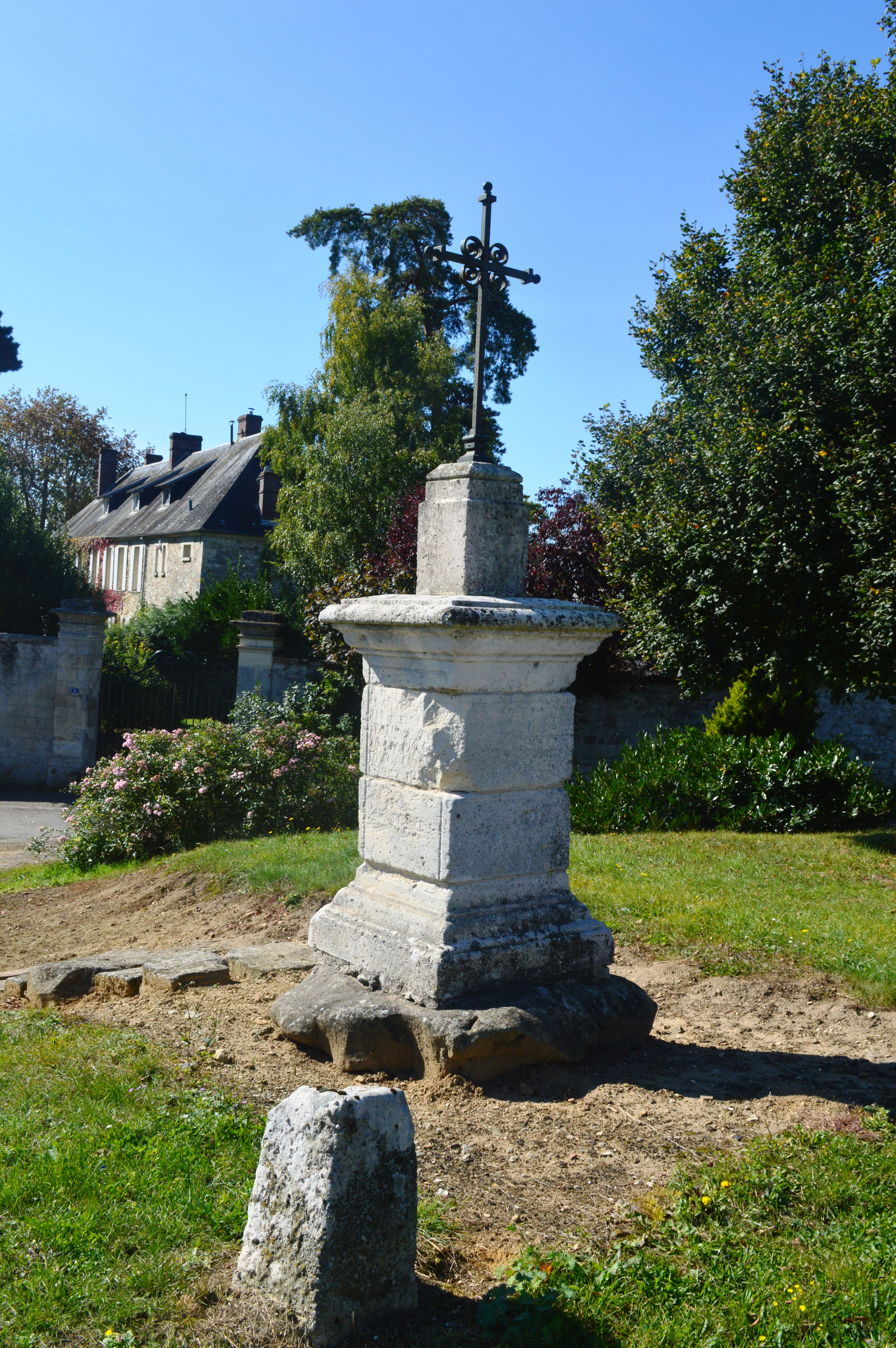